# Х.Л.А.М. (Воронеж)
Галерея Х.Л.А.М. — галерея современного искусства в Воронеже.

## История галереи
Галерея Х.Л.А.М. была открыта 5 января 2008 года и позиционировалась своими создателями как «Первая воронежская галерея современного искусства».
В апреле 2013 года выставка воронежца Ильи Долгова «Гербарий» в воронежской галерее Х.Л.А.М. была награждена государственной премией в области современного искусства «Инновация» в номинации «Лучший региональный проект».

## Избранные выставки и проекты
- 2012 — «Гербарий». Илья Долгов.[1][2]
- 2011 — «Руины утопии».
- 2009 — «НИЧЕГОНАДОЛГО». Н. Алексеев.[3]
- 2009 — «Новый музей революции». А. Жиляев.
- 2008 — «Беспредметное искусство». М. Лёзин, А. Веревкин.[4]